# LP1 (album des Plasticines)
Albums de Plasticines
About Love
(2009)
LP1 est le premier album studio des Plasticines, sorti en 2007,.

## Liste des chansons
| No  | Titre                         | Durée |
| --- | ----------------------------- | ----- |
| 1.  | Alchemie                      | 1:28  |
| 2.  | Loser                         | 2:19  |
| 3.  | Shake (Twist Around the Fire) | 1:58  |
| 4.  | Mister Driver                 | 2:15  |
| 5.  | La règle du jeu               | 2:51  |
| 6.  | Zazie fait de la bicyclette   | 2:21  |
| 7.  | No Way                        | 1:58  |
| 8.  | Pop In, Pop Out!              | 1:10  |
| 9.  | Rake                          | 1:53  |
| 10. | Tu as tout prévu              | 2:39  |
| 11. | Human Rights                  | 1:58  |
| 12. | Lost in Translation           | 1:44  |
| 13. | Under Control                 | 1:53  |